# Saint-Martin-l'Ars
Saint-Martin-l'Ars é uma comuna francesa na região administrativa da Nova Aquitânia, no departamento de Vienne. Estende-se por uma área de 41,76 km². Em 2010 a comuna tinha 391 habitantes (densidade: 9,4 hab./km²).